# Ulisse Giuseppe Gozzadini
Ulisse Giuseppe Gozzadini (ur. 10 października 1650 w Bolonii, zm. 20 marca 1728 w Imoli) – włoski kardynał.

## Życiorys
Urodził się 10 października 1650 roku w Bolonii, jako syn Marcantonia Gozzadiniego i Ginevry Leoni. Studiował na Uniwersytecie Bolońskim, gdzie uzyskał oddzielne doktoraty z prawa kanonicznego i cywilnego. Następnie został kanonikiem i wykładowcą prawa w rodzinny mieście. W latach 1695–1700 był sekretarzem ds. Memoriałów. 8 września 1700 roku został tytularnym arcybiskupem Teodozji, a cztery dni później przyjął sakrę. Jednocześnie został asystentem Tronu Papieskiego. 15 kwietnia 1709 roku został kreowany kardynałem prezbiterem i otrzymał kościół tytularny Santa Croce in Gerusalemme. Rok później został arcybiskupem ad personam Imoli. W latach 1713–1717 był legatem w Romanii. Zmarł 20 marca 1728 roku w Imoli.